# 勒特爾巴赫河
50°01′00″N 10°22′11″E / 50.01671°N 10.36966°E
勒特爾巴赫河是德國的河流，位於該國東南部，由巴伐利亞負責管轄，最終注入施塔恩貝格湖，河道全長6.7公里，流域面積12.8平方公里，流經魏爾海姆-雄高縣。